# Daniel Platzman
Daniel James Platzman (* 28. září 1986, Atlanta, Georgie) je americký hudebník, bubeník skupiny Imagine Dragons, jejímž žánrem je alternativní rock. V kapele má přezdívku "Platz". Kromě bicích nástrojů se věnuje hře na trumpetu, housle, klavír, violu a basovou kytaru.

## Život
Daniel Platzman se narodil v Atlantě a již od dětství byl veden k hudbě. Už uměl hrát na housle a klavír, když v devíti letech dostal své první bubny. Poté začal navštěvovat Berklee College of Music, kde se seznámil s kytaristou Benem McKeem. Ten ho přivedl do skupiny Imagine Dragons, kde po odchodu Andrewa Tolmana potřebovali bubeníka. Ke skupině se přidal v roce 2011.
Imagine Dragons v roce 2012 vydali své první album Night Visions, kterému se dostalo mnoha ocenění. V roce 2015 vydali druhé album s názvem Smoke + Mirrors.